# Primera volada (llibre)
|  | Per a altres significats, vegeu «Primera volada». |

Primera volada és un llibre de Josep Pla publicat el 1966 com a tercer volum de la seva Obra Completa. Agrupa tres llibres publicats originalment per l'Editorial Selecta: Girona, un llibre de records, editat el 1952; Barcelona, una discussió entranyable, editat el 1956 com a Barcelona (Papers d'un estudiant), i Madrid, 1921. Un dietari, editat el 1957.

## Estructura

### Girona, un llibre de records

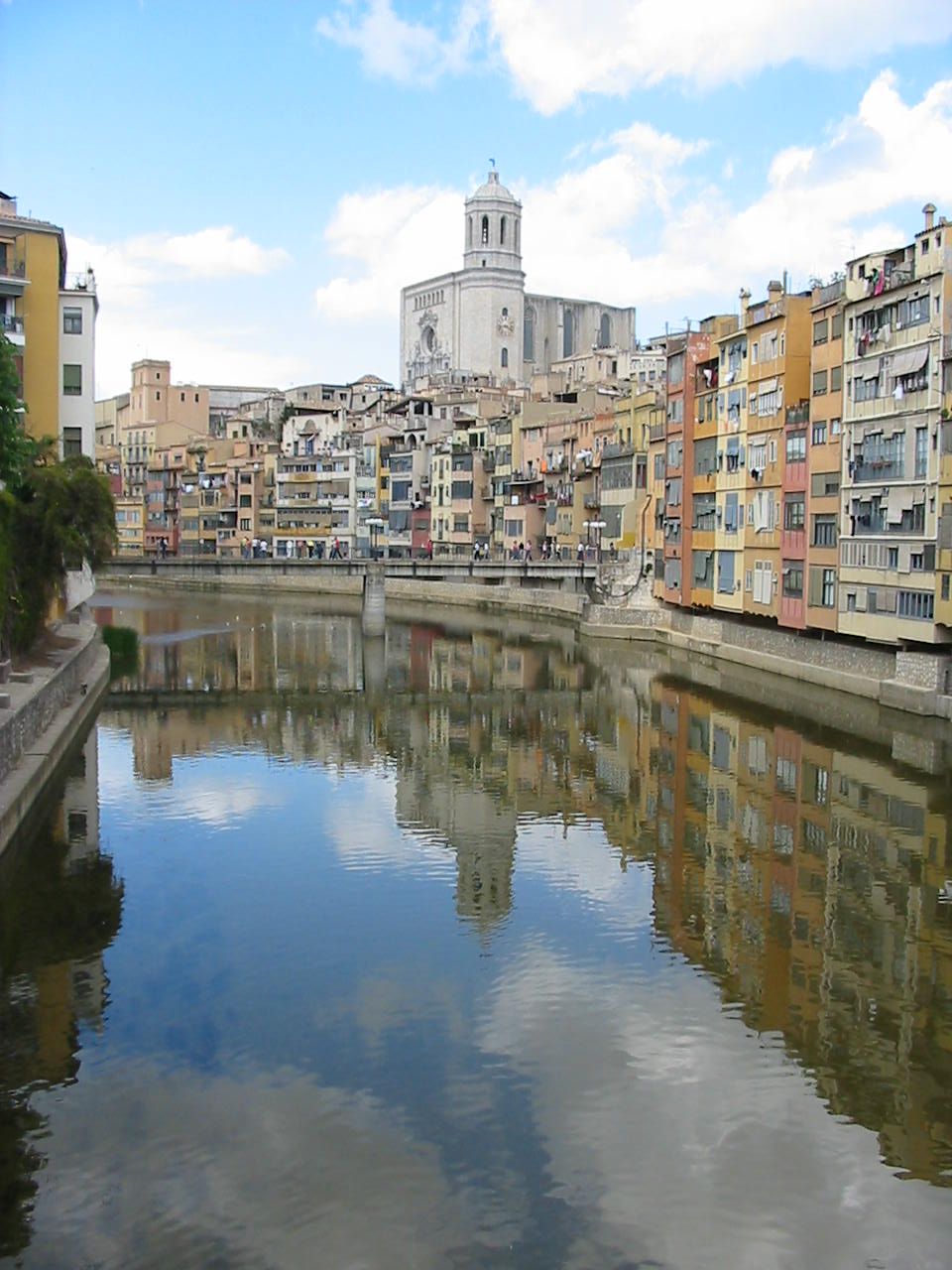
Girona

A partir dels dotze anys, al 1909, Josep Pla va estudiar el batxillerat a l'institut de Girona i durant uns quants cursos hi va viure internat al col·legi dels maristes. D'aquesta experiència pròpia s'alimenta Girona, un llibre de records, que va aparèixer per primera vegada el 1952 publicat per l'Editorial Selecta,. El llibre es presenta com el relat autobiogràfic d'un antic company de batxillerat de l'autor, Albert Ferrer, que a la dècada de 1930, just abans de morir, li llega els seus papers perquè se'n faci càrrec. Darrere d'aquest artifici narratiu s'amaga un dels textos més personals de Pla. Els seus anys gironins, en plena adolescència, el van marcar decisivament, i aquest llibre ho revela de forma magistral.
L'escriptor i filòleg Albert Manent considera aquesta obra «el llibre més destacat de tots el que va escriure després de la guerra pel seu valor autobiogràfic i la seva densitat humana, lírica i històrica».

### Barcelona, una discussió entranyable
Barcelona, una discussió entranyable condensa en trenta-cinc estampes, ordenades d'acord amb el calendari de les estacions, la visió que tenia Josep Pla de la Barcelona que va conèixer en els seus anys de joventut, quan hi va fer els estudis universitaris de Dret al llarg de sis cursos (1913-1919). El llibre va aparèixer per primera vegada a les obres completes de Selecta, amb el títol Barcelona: Papers d'un estudiant (1956); l'edició definitiva, ampliada i amb el títol canviat és aquesta edició del 1966 de l'Obra Completa de l'Editorial Destino.
Estructurat per temes, descriu Barcelona donant-hi una visió negativa, tal com ja va fer a El quadern gris. Aquesta versió amplia els capítols «Paisatges de convalescència» (provinent de Costes vistes, 1949, tot i que amb retocs) i «Una carta», respecte de l'edició de 1956.

### Madrid, 1921. Un dietari
Publicada originalment el 1957, és una versió en forma de dietari molt ampliada de Madrid (Un dietari) aparegut el 1929, a partir de les cròniques publicades a La Publicidad. Segons explica el mateix Pla al Prefaci, "La primera elaboració d'aquest «Madrid», la vaig fer a Estocolm, en el curs de l'hivern de 192..."
L'altre llibre que va escriure sobre Madrid, Madrid. L'adveniment de la República, l'inclou dins el volum 26 de la seva Obra Completa Notes per a Sílvia.
Ha estat traduïda al castellà:
- Madrid, 1921 un dietario. Madrid: Alianza 1986[9]
- Madrid 1921 un dietario. Madrid: Libros del K.O. 2013[10]